# Подбелевец
Подбелевец — село в Мценском районе Орловской области России. Административный центр Чахинского сельского поселения.

## География
Село находится в северной части Орловской области, в лесостепной зоне, в пределах центральной части Среднерусской возвышенности, к югу от реки Зуши, на расстоянии примерно 10 километров (по прямой) к юго-востоку от города Мценска — административного центра района. Абсолютная высота — 234 метра над уровнем моря.
Климат населённого пункта характеризуется как умеренно континентальный с умеренно морозной зимой и тёплым, иногда жарким летом. Средняя многолетняя температура самого холодного месяца — января, составляет −9,4°С, температура самого тёплого +19°С.
Часовой пояс
Село Подбелевец, как и вся Орловская область, находится в часовой зоне МСК (московское время). Смещение применяемого времени относительно UTC составляет +3:00.

## Описание
В «Списке населённых мест … » за 1866 год Подбелевец упоминается как село 1-го стана Мценского уезда, населённое казёнными (государственными) крестьянами с двумя православными церквями. Имелось 35 крестьянских дворов.

## Население
| Годы      | 1866 | 2010 |
| --------- | ---- | ---- |
| Население | 283  | ↗361 |

Половой состав
По данным Всероссийской переписи населения 2010 года в гендерной структуре населения мужчины составляли 45,2 %, женщины — соответственно 54,8 %.
Национальный состав
Согласно результатам переписи 2002 года, в национальной структуре населения русские составляли 90 % из 312 чел.

## Инфраструктура
Действуют средняя школа, фельдшерско-акушерский пункт и библиотека.

## Улицы
Уличная сеть села состоит из семи улиц.